# Phokwane Local Municipality
Phokwane (englisch Phokwane Local Municipality) ist eine Lokalgemeinde im Distrikt Frances Baard der südafrikanischen Provinz Nordkap. Der Sitz der Gemeindeverwaltung befindet sich in Hartswater. Bürgermeister ist Crocket Adams.

## Städte und Orte
- Andalusia Park
- Blyvooruitsig
- Bonita Park
- Ganspan Nedersetting
- Hartswater
- Jan Kempdorp
- Pampierstad
- Vaalharts Nedersetting
- Valsp

## Bevölkerung
Im Jahr 2011 hatte die Gemeinde 63.000 Einwohner. Davon waren 81,9 % schwarz, 11 % Coloured und 6,3 % weiß. Gesprochen wurde zu 66,4 % Setswana, zu 18,8 % Afrikaans, zu 5,5 % isiXhosa und zu 3,8 % Englisch.